# Medal „Za Fotograficzną Twórczość”

Brązowy Medal „Za Fotograficzną Twórczość”

Medal „Za Fotograficzną Twórczość” – polskie odznaczenie niepaństwowe, przyznawane przez Kapitułę Fotoklubu Rzeczypospolitej Polskiej Stowarzyszenia Twórców.

## Charakterystyka
Medal „Za Fotograficzną Twórczość” ustanowiony decyzją Zarządu Fotoklubu Rzeczypospolitej Polskiej Stowarzyszenia Twórców ma specyfikę trzystopniową – Złoty Medal „Za Fotograficzną Twórczość”, Srebrny Medal „Za Fotograficzną Twórczość” oraz Brązowy Medal „Za Fotograficzną Twórczość”. Odznaczenie jest uznaniem stanowiącym gratyfikację dla osób, które swoją fotograficzną twórczością artystyczną – przyczyniły się do rozwoju sztuki fotograficznej w Polsce. Trzystopniowy medal jest przyznawany decyzją Kapituły Fotoklubu Rzeczypospolitej Polskiej – z inicjatywy własnej bądź na wniosek innych osób, związanych z polską fotografią. Medal „Za Fotograficzną Twórczość” – brązowy, srebrny i złoty – przyznawany jest również (laureatom) podczas krajowych oraz międzynarodowych konkursów i wystaw fotograficznych w Polsce. Do przyznanego odznaczenia dołączono legitymację.

## Odznaczenie
W 2020 Medal „Za Fotograficzną Twórczość” został ustanowiony decyzją Zarządu Fotoklubu Rzeczypospolitej Polskiej Stowarzyszenia Twórców – jako odznaczenie, w związku z obchodami 25-lecia utworzenia Fotoklubu RP. Medal (brązowy, srebrny, złoty) jako odznaczenie, jest przyznawany decyzją Kapituły Fotoklubu RP z inicjatywy własnej, bądź na wniosek osób związanych z fotografią artystyczna od co najmniej pięciu lat. Odznaczenie stanowi gratyfikację dla osób, które przyczyniły się do rozwoju sztuki fotograficznej w Polsce lub znacząco wspierają artystyczną twórczość fotograficzną.
Odznaczenie ma specyfikę trzystopniową – Złoty Medal „Za Fotograficzną Twórczość”, Srebrny Medal „Za Fotograficzną Twórczość” oraz Brązowy Medal „Za Fotograficzną Twórczość”. W odznaczeniu 25-lecia FRP zmieniono wstążkę – z wstążki z dwoma pionowymi paskami w kolorze biało-czerwonym – na wstążkę z pionowymi paskami w kolorze biało-czerwonym (w środku wstążki umieszczono pasek w kolorze złotym, srebrnym lub brązowym) oraz czarnym – na obrzeżach wstążki. Sam medal (poza drobnymi szczegółami) pozostał w niezmienionej formie.

## Opis odznaczenia
Medal w kształcie koła – sporządzony z metalu w kolorze złotym, srebrnym i brązowym. Awers odznaczenia przedstawia – w otoku napis FOTOKLUB RZECZYPOSPOLITEJ POLSKIEJ STOWARZYSZENIE TWÓRCÓW. W środku awersu (otoczony wieńcem laurowym) napis ZA FOTOGRAFICZNA TWÓRCZOŚĆ, wraz z logo Fotoklubu Rzeczypospolitej Polskiej – w kolorze biało-czerwonym. Rewers odznaczenia przyznawanego w związku z obchodami 25-lecia utworzenia Fotoklubu RP przedstawia napis – 25 lat FRP 1995–2020.
Medal zawieszono na wstążce z dwoma pionowymi paskami w kolorze biało-czerwonym. W odznaczeniu przyznawanym w związku z obchodami 25-lecia utworzenia Fotoklubu RP – medal zawieszono na wstążce z pionowymi paskami w kolorze biało-czerwonym (w środku wstążki umieszczono pasek w kolorze złotym, srebrnym lub brązowym) oraz czarnym – na obrzeżach wstążki.